# Piper ilheusense
Piper ilheusense är en pepparväxtart som beskrevs av Truman George Yuncker. Piper ilheusense ingår i släktet Piper och familjen pepparväxter. Inga underarter finns listade i Catalogue of Life.